# Ouragan Dean
Pour les articles homonymes, voir Dean.
Ne doit pas être confondu avec Cyclone tropical Dean.
L’ouragan Dean est la 4e tempête tropicale, le 1er ouragan de la saison cyclonique 2007 dans le bassin de l'océan Atlantique et le cyclone le plus intense depuis Wilma, en 2005. Il est considéré comme le cyclone le plus violent qu’ait connu l’île de la Martinique depuis David, en 1979, et comme l'un des plus violents à avoir frappé le Mexique au stade de catégorie 5. À cause des dommages et des pertes de vie, l'organisation météorologique mondiale a retiré le nom Dean des listes futures de noms d'ouragans pour le bassin Atlantique et l'a remplacé par Dorian.

## Chronologie

### Développement
Le samedi 11 août 2007, une forte perturbation tropicale terrestre venant du continent africain donne naissance à une onde tropicale nommée 90L, à l'est des îles du Cap Vert.
Au cours de la journée de dimanche, le centre de basse pression varie entre 1007 et 1008 hPa. L'onde se déplace vers l'ouest à 10-15 km/h et amorce une rotation. Des vents soufflant vers l'est en haute altitude freinent encore son développement et son organisation.

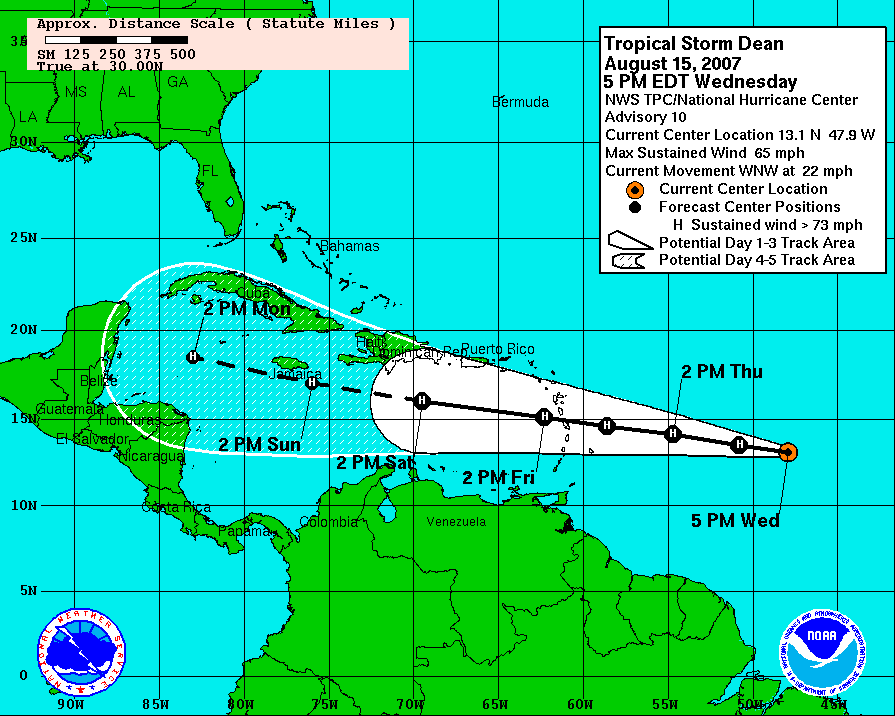
Trajectoire prévisionnelle au 15 août 2007, source NHC.

Dans la journée du lundi 13 août, l'onde tropicale 90L s'amplifie, devient plus homogène et plus concentrique et se transforme en une dépression tropicale nommée 04L NO NAME. Sa pression est de 1005 hPa, elle maintient une trajectoire ouest avec une vitesse de déplacement de 35 km/h. Le vent moyen est de 65 km/h avec des rafales pouvant atteindre 83 km/h.
Le mardi, la dépression tropicale 04L NO NAME se renforce encore et est alors baptisée tempête tropicale Dean. À 11 h (heure des Antilles), sa position est 11.6° Nord et 41.0° Ouest, soit à 2 200 km à l'est des Petites Antilles, avec un déplacement de 33 km/h. Météo-France et tous les centres de prévisions météorologiques annoncent une très probable traversée des Antilles pour la fin de la semaine.
Le mercredi, la trajectoire de Dean s'infléchit vers le nord en maintenant une direction Ouest-Nord-Ouest à 35 km/h. La pression descend et atteint 994 hPa en son centre, les vents se renforcent avec une moyenne constante de 100 km/h et se font sentir jusqu'à 100 km du centre. La température de l'eau devient de plus en plus élevée et la tempête tropicale Dean est annoncée comme devenant rapidement le premier ouragan de classe 1 de cette saison cyclonique 2007. À 22h00 UTC, le phénomène se trouve à 1 500 km à l'est des Petites Antilles et sa trajectoire entraîne une vigilance sur tout l'arc antillais et notamment sur la Martinique et les îles à proximité immédiate, dont la Guadeloupe, placées en phase d'alerte cyclonique orange.
Il y a naissance le même jour d'une autre tempête tropicale nommée Erin, provenant de l'onde tropicale 91L qui s'est transformée dans le Golfe du Mexique en dépression tropicale nommée 05L NO NAME.

### Antilles

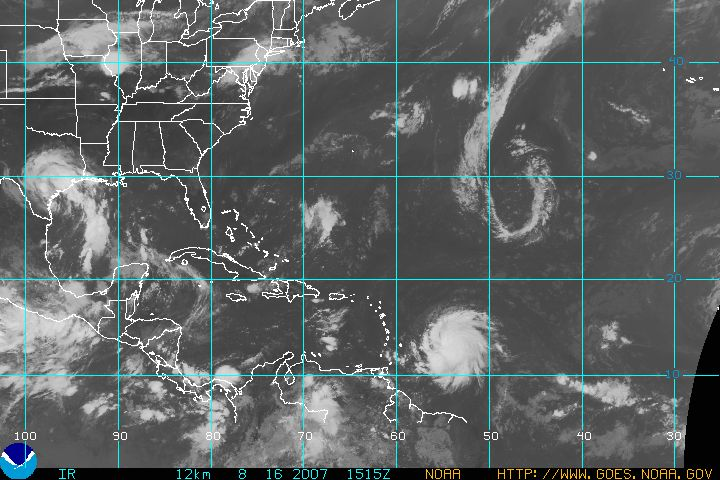
L'ouragan Dean, en approche de l'arc antillais, le 16 août 2007.

Le jeudi à 14 heures locales, l'ouragan Dean, de catégorie 1, situé à environ 1 000 km à l'Est-Sud-Est des Petites Antilles (13°4 Nord - 52°3 Ouest) poursuit sa route très rapidement plein ouest à 39 km/h et se renforce. La trajectoire l'amènera sur la Martinique dès la fin de la nuit de jeudi. La partie nord du phénomène semble plus active en termes de vents, dont l'intensité est d'environ 120 km/h. L'ouragan est accompagné d'une forte houle (4 à 10 m) et de fortes pluies (50 mm/h). La Martinique passe en phase d'alerte rouge à 17h00. Des alertes cycloniques ou de vigilance cyclonique sont déclenchées à Sainte-Lucie, la Dominique, Saint-Eustache, Saba, Antigua, Barbuda, Niévès, Saint-Vincent, Saint-Christophe et Anguilla. Les îles de Saint-Barthélemy et Saint-Martin, un peu en marge du cyclone, sont en alerte jaune. Ce même jour, des alertes sont déclenchées dans les Grandes Antilles : à Porto Rico et dans la République dominicaine. À 19h locales, Météo-France annonce le passage en classe 2, avec des vents soutenus à 160 km/h, la pression ayant encore baissé, à 987 hPa.
Le vendredi à 8h locales, le centre de l'ouragan Dean, de classe 2, est situé à environ 70 km à l'Ouest-Sud-ouest de la Martinique et 200 km au Sud-Sud-Ouest de la Guadeloupe (14°4 Nord - 61°7 Ouest) Les vents sont soutenus à 160 km/h, avec des rafales à 190 km/h. Des vents de 140 à 150 km/h avec des rafales de 170 à 180 km/h ont été mesurés au Vauclin en Martinique, de 110 à 120 km/h avec des rafales à 180 km/h à Fort-de-France. Du côté du Raizet en Guadeloupe, les vents moyens atteignent très brièvement 65 km/h avec des rafales de 90 km/h. Il est tombé 150 mm de précipitations en moyenne sur les 12 dernières heures en Martinique, le maximum étant de 189 mm dans le sud, dont 100 mm en 1h. Dean est annoncé comme pouvant devenir un ouragan majeur dans les 36 heures suivantes. La Martinique passe en alerte violette, correspondant à une phase de confinement. La Guadeloupe reste en alerte rouge.
À 14h locales, Météo-France classe le phénomène en catégorie 3, alors qu'il se situe désormais à 280 km à l'ouest de la Martinique. Des observations d'images satellite laissent apparaître un œil bien défini. La phase de confinement est levée à 20h30 locales, une alerte rouge étant néanmoins toujours en vigueur en raison des forts risques d'averses orageuses soutenues. Les îles de Saint-Barthélemy et Saint-Martin restent en alerte jaune en raison des conditions de mer forte.

### Intensification

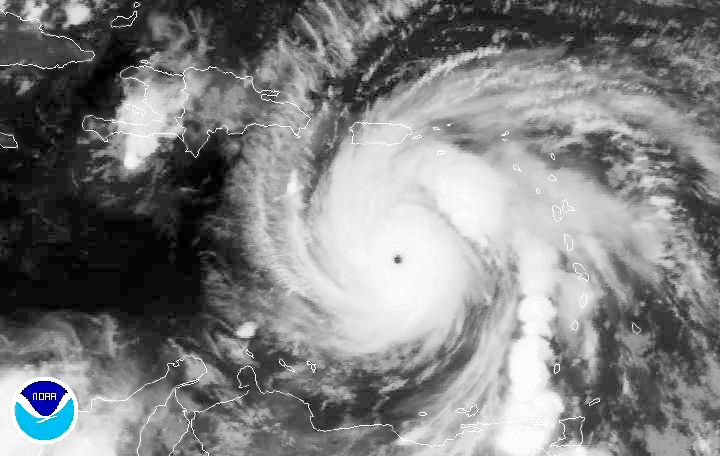
L'ouragan Dean, dans les Caraïbes, le 18 août 2007, 03h15 UTC.

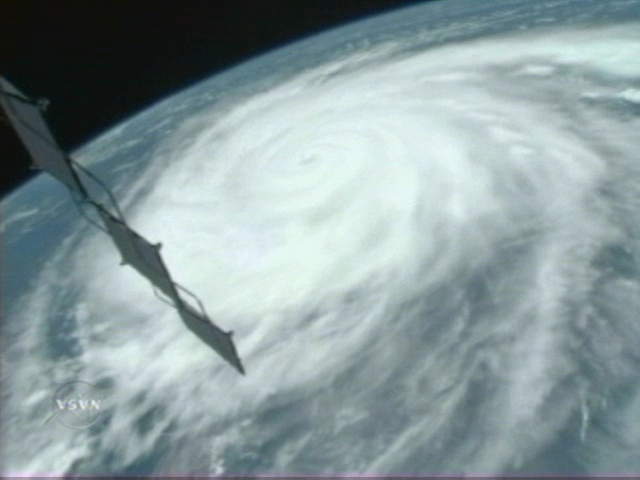
Dean vu de la station spatiale internationale, le 18 août.

Le samedi 18 août, Dean se renforce (classe 4) et se dirige vers la Jamaïque. En Martinique, les dégâts sont déjà très importants. Les deux tiers des habitants sont toujours privés d'électricité. Le bilan humain semble cependant limité, et les médias annoncent 2 décès. Il s'agit en réalité d'un septuagénaire victime d'un infarctus et de la chute d'un nonagénaire dans un escalier. Le cyclone n'a donc en réalité fait aucune victime directe en Martinique. En menaçant le sud de la République dominicaine, Haïti, le sud de Cuba et, surtout, la Jamaïque et les Îles Caïmans, le phénomène pourrait atteindre le stade d’ouragan de classe 5 (vents moyens supérieurs à 250 km/h). En République dominicaine est mort un jeune homme de 16 ans, d'origine haïtienne, qui se trouvait en haut d'une falaise, à l'est de Saint-Domingue, selon les indications du gouverneur de la province de Saint-Domingue, Eladio Martínez. « Bien que la police, les forces armées et l'autorité métropolitaine de transport (AMET) aient formé un cordon sur la côte, des gens cherchent toujours à passer pour voir les vagues comme s'il s'agissait d'un spectacle », a-t-il regretté. De fortes pluies étaient rapportées sur l'est et le sud de l'île d'Hispaniola, des inondations, notamment le long des côtes, et des glissements de terrain étaient à craindre, mais en passant à 270 km au sud de la capitale, Dean n'a pas produit de dégâts majeurs.
Le dimanche en Haïti, selon AlterPresse, trois personnes ont été tuées, quatre portées disparues, plusieurs autres blessées et des dégâts matériels enregistrés dans plusieurs régions d’Haïti lors du passage ce 19 août de l’ouragan Dean, selon des informations recueillies de plusieurs sources. Une personne a été tuée et plusieurs autres blessées dans des inondations à Moron, localité du sud-ouest, a confirmé la Protection Civile contactée par AlterPresse. Deux personnes ont péri également dans des inondations à Marigot (Sud-est), selon des témoignages rapportées à AlterPresse par un correspondant bénévole dans la région. Des routes ont été endommagées, rendant difficile l’acheminement des secours. Sur la cote sud, 4 personnes ont disparu en mer à proximité de Tiburon, suivant des informations communiquées à AlterPresse. De forts vents et des pluies modérées ont été enregistrées dans plusieurs régions du pays, occasionnant des dégâts matériels d’ampleur variée, particulièrement au niveau de l’agriculture. Des milliers de personnes ont été déplacées et placées dans des abris provisoires.
Le lundi 20 août, Dean traverse la Jamaïque et les premières estimation des dégâts donnent autour de 250 millions d'euros. Pour le moment on en est aux alentours de 250 millions d'euros mais cela concerne surtout les infrastructures dépendant de l'État, les routes, les circuits électriques, a précisé à l'AFP cette même source. Une estimation précise, complète et détaillée (des dommages, ndlr) est en cours et sera communiquée ce (lundi) soir ou dans les prochains jours, a-t-on ajouté de même source, en soulignant que la première estimation ne tient que partiellement compte des dommages concernant les plantations de bananes, pratiquement détruites à 100 %.
Dans la nuit du 20 au 21 août 2007, l'ouragan Dean s'est encore renforcé. Il est désormais classé en catégorie 5 (soit la plus élevée de l'échelle Safirr-Simpson) selon le National Hurricane Center qui le considère comme "extrêmement dangereux". L'œil du cyclone, qui a légèrement dévié, a abordé la côte orientale de la péninsule du Yucatan (avec des vents de 280 km/h et des rafales de 325 km/h) près de Costa Maya ou Majahual vers 15H30 locales (8H30 GMT) quelque 65 km à l'est-nord-est de Chetumal, la capitale de l'État du Quintana Roo sur la façade atlantique du pays.

### Mexique et dissipation

Dean avant de toucher le Yucatán, le 20 août

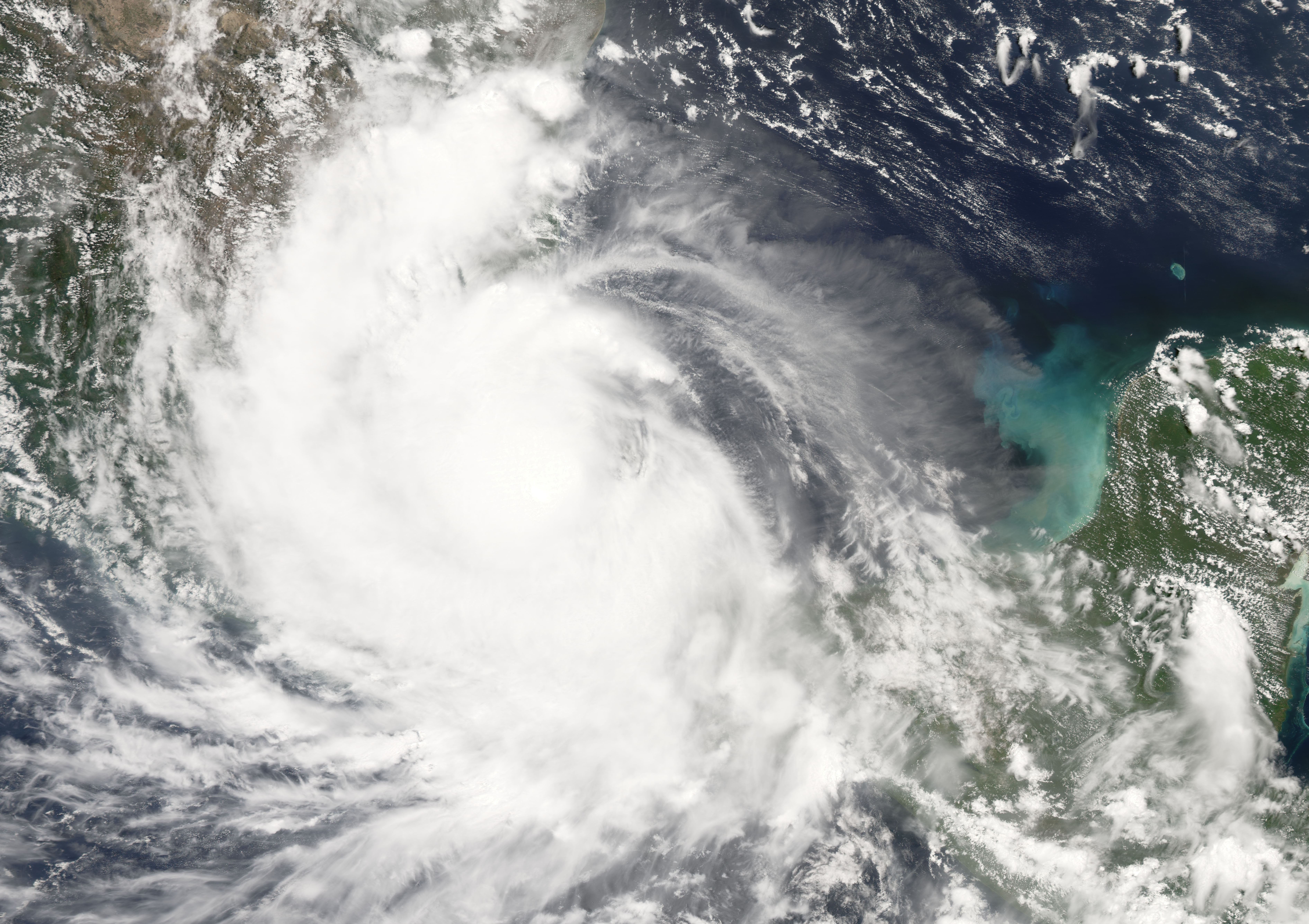
L'ouragan avant de toucher le centre du Mexique, le 22 août

Le mardi, Dean (qui se déplace à 32 km/h) traversera le Yucatan pour ressortir dans le golfe du Mexique au niveau de la ville de Campeche, où toutes les installations pétrolières ont été fermées et les quelque 18 000 employés de la société nationale des pétroles mexicains (Pemex) évacués,.
 Au cours de la journée après que Dean entre dans les terres, son intensité diminue et il passe de catégorie 5 à 3 puis à 2 et enfin à 1 avant qu’il ne rejoigne le sud du golfe du Mexique.
Le mercredi 22 après avoir touché les côtes mexicaines, toutefois sans faire de victimes selon les premiers bilans, Dean (qui est passé en ouragan de catégorie 1) a atteint la baie de Campeche et devrait se renforcer au contact des eaux chaudes de la baie, selon un bulletin publié par le NHC le 21 août à 21h00 UTC. L'ouragan se déplace à une vitesse de 32 km/h avec des vents de 130 km/h tout en se dirigeant a l'ouest-nord-ouest. À 21h00 GMT le 21 août, l'œil se trouvait à 100 km environ a l'ouest-sud-ouest de Campeche et 660 km à l'est-sud-est de Tuxpan (côte orientale du Mexique)
Dans le courant de l'après-midi, le NHC a rapporté qu'a 16h30 GMT, Dean a de nouveau frappé les côtes mexicaines dans l'État de Veracruz à proximité de la ville de Tecotutla. L'ouragan s'est renforcé comme prévu au-dessus du golfe du Mexique et est passé en catégorie 2. Les vents déplacés par Dean sont de 160 km/h, les vents de force cyclonique (au-delà de 118 km/h) quant à eux s'étendent jusqu'à 110 km autour de l'œil du cyclone. Avant le passage de Dean, les infrastructures pétrolières off-shore mexicaines dans le Golfe du Mexique ont été fermées et évacuées. De par ce fait, le Mexique a dû diminuer sa production pétrolière de deux tiers, soit une baisse de 2 millions de barils par jour et un manque à gagner journalier de 150 millions de dollars.
Dans la soirée, un communiqué du NHC annonce que finalement, à 21h00 UTC le 22 août, le gouvernement du Mexique a levé l'alerte ouragan et réévalué Dean en tant que tempête tropicale. Un bulletin d'alerte de tempête tropicale a été émis pour une région allant du nord de Palma Sola à La Cruz. Dean se déplace désormais à une vitesse de 28 km/h vers l'ouest. Les vents maximums sont descendus à 110 km/h toutefois des rafales plus fortes restent possibles sur les hauteurs. L'affaiblissement devrait se poursuivre jusqu'à la dissipation de Dean dans les montagnes au centre du Mexique. La dissipation est prévue pour la nuit du 22 au 23 ou tôt le 23.
Enfin, le jeudi 23 août après avoir atteint l'État de Veracruz, Dean se heurte aux montagnes de la Sierra Maestra orientale où il disparaît progressivement. Selon le dernier bulletin du NHC, Dean est situé 20.5 N 100.0 O, la pression minimale étant désormais de 1000 hPa. On recense une dernière victime indirecte de l'ouragan : un homme qui essayait de réparer son toit à Xalapa, est mort électrocuté quand une plaque de tôle a touché un câble électrique, selon la police.

## Bilan

### Antilles Françaises

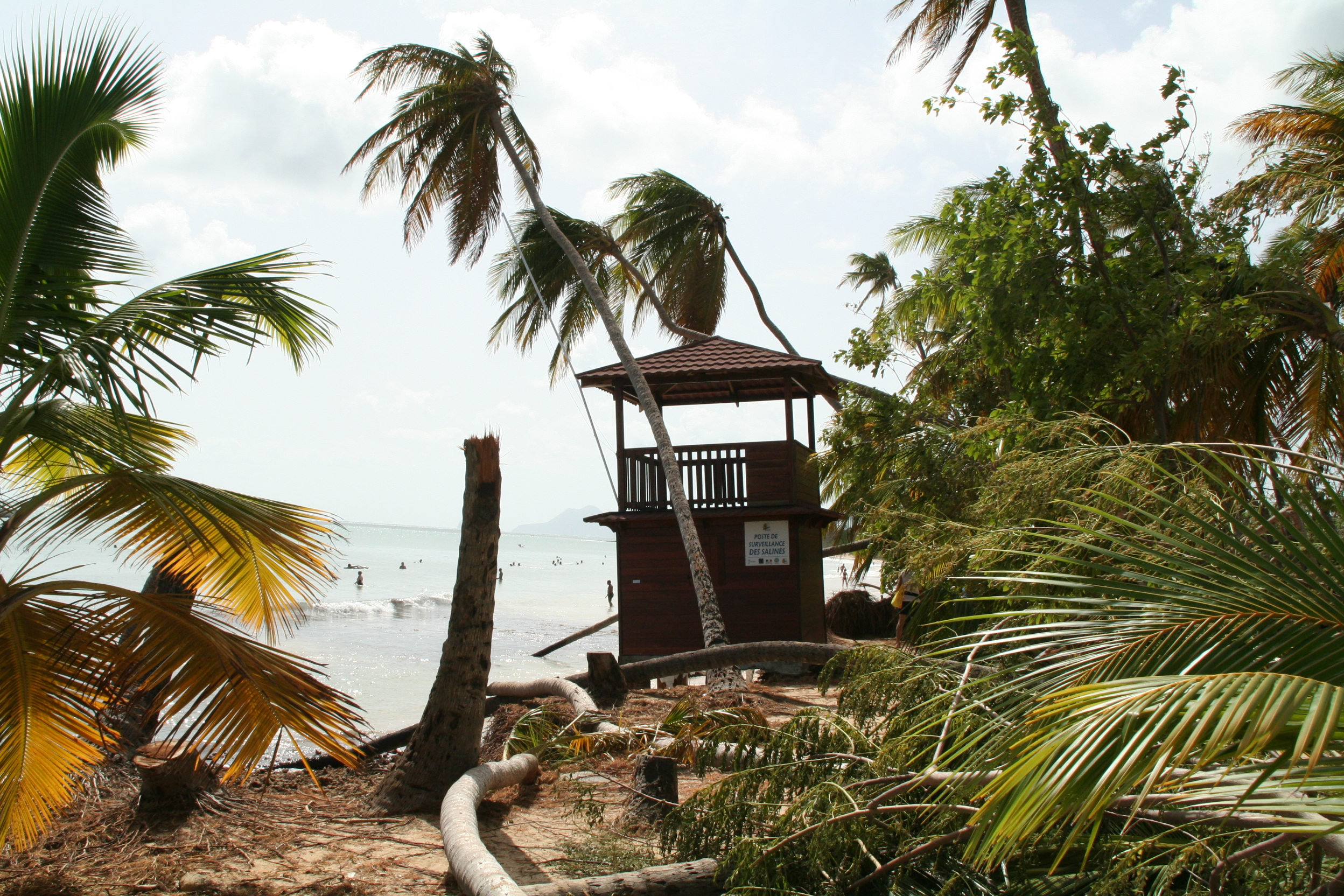
La plage des Salines en Martinique, après le passage du cyclone.

Dean a traversé le centre de l'arc antillais en fin de nuit de jeudi 16 à vendredi 17. De catégorie 2 à l'approche de la Martinique, il s'est renforcé progressivement lors de son passage dans le canal de Sainte-Lucie, au sud de la Martinique, pour devenir de catégorie 3 après avoir quitté l'arc antillais. Il générait alors près de son centre des vents moyens maximum sur une minute de l'ordre de 160-180 km/h avec des rafales dépassant les 200 km/h.
Le centre n'est passé qu'à quelques kilomètres au sud de la Martinique (15 km de Sainte-Anne, 30 km de l'aéroport du Lamentin) avec un œil en formation. Le mur de l'œil a balayé les régions côtières du sud de la Martinique entre 4 et 7 heures du matin.
C'est la Martinique qui a été frappée par les conditions d'ouragan les plus sévères au niveau de l'arc Antillais. Il faut remonter à l'ouragan David en 1979 et à l'ouragan Allen en 1980 pour retrouver des conditions similaires.
Du côté guadeloupéen, si les conditions atmosphériques, de vents et de précipitations n'ont pas été aussi dures qu'en Martinique, il n'en est pas de même pour les conditions de mer : en effet, là aussi les houles cycloniques violentes ont généré des vagues dévastatrices comprises entre 6 et 10 mètres. Ainsi, si les infrastructures terrestres guadeloupéennes ont bien moins souffert que les martiniquaises, le littoral a été endommagé de manière non négligeable. Tourisme, pêche et activités nautiques furent directement touchés par les conséquences du cyclone Dean.
Le 22 août, le premier ministre français François Fillon a dit vouloir « effacer totalement » les conséquences de Dean, qui a fait deux morts et dévasté les plantations de bananes et de canne à sucre. Il a assuré : « Je reviendrai à la Martinique avant la fin de l'année pour constater et vérifier que tout ce que nous avons dit ensemble a bien été mis en œuvre. » Le gouvernement évoque une fourchette de 170 à 250 millions d'euros de dégâts alors que le président du conseil régional et député PS de Guadeloupe, Victorin Lurel, a estimé les dégâts à 250 millions d'euros pour la Martinique et 150 millions pour la Guadeloupe. Nicolas Sarkozy a assuré que "la solidarité nationale s'exercerait pleinement" après une évaluation précise des dégâts.

## Dissipation
Le 13 mai 2008, les membres du comité sur les cyclones tropicaux de l'organisation météorologique mondiale (OMM) ont retiré le nom Dean des listes futures de noms d'ouragans pour le bassin Atlantique lors de leur réunion annuelle qui a eu lieu à Orlando (Floride), États-Unis. Il a été remplacé par Dorian dans la liste pour la saison 2013.